# Hợp Thành, Sơn Dương
Hợp Thành là một xã thuộc huyện Sơn Dương, tỉnh Tuyên Quang, Việt Nam.
Xã Hợp Thành có diện tích 32,13 km², dân số năm 1999 là 5.007 người, mật độ dân số đạt 156 người/km².